# Ivor Thord-Gray
Ivor Thord-Gray fue un militar sueco que participó en numerosos conflictos bélicos, al servicio de varios ejércitos. Nació en la ciudad de Estocolmo el 17 de abril de 1878 con el nombre de Thord Ivar Hallström. En 1893  se unió como marino mercante, navegando en tres diferentes barcos, antes de viajar a Ciudad del Cabo, Sudáfrica, en diciembre de 1895. Escribió un libro acerca de sus experiencias en la Revolución Mexicana, en la que participó entre 1913 y 1914: "Gringo Rebel: Mexico 1913-1914". Murió en Coral Gables, Florida, el 18 de agosto de 1964.

## Campañas

### África
- Trabajó como guardia en la prisión de Robben Island en 1896.
- En 1897 se alistó en el Riferos Montados de Ciudad del Cabo, luchando en la guerras de los bóeres de 1899 a 1902.
- Prestó servicios en la policía paramilitar de Sudáfrica de 1902 a 1903.
- Trabajó en la Administración Pública de 1903 a 1906 en Transvaal.
- Fue Capitán en la Milicia Lydenburg en 1904.
- Como teniente del Ejército Británico combatió la guerra anglo-zulú, siendo promovido a capitán en 1906.
- Fue Capitán de Policía Montada de Nairobi en 1907.

### Asia
- Fue Capitán en la Legión Extranjera estadounidense en Filipinas de 1908 a 1909.
- Se dedicó a la agricultura en la Península de Malaca de 1909 a 1911. Sirvió un corto período de tiempo en la Revolución de Xinhai.

### México
- Se unió a la Revolución mexicana como capitán y como comandante de la artillería villista en 1913.
- Fue promovido a mayor, teniente coronel y coronel en 1914, así como Jefe de Estado Mayor del I Ejército Mexicano, peleando para Venustiano Carranza, Álvaro Obregón y Lucio Blanco.

### El Reino Unido
- Se enlistó al Ejército Británico en 1914 como Capitán y comandante de la 15 Batallón de Fusileros de Northumberland.[1]
- Fue teniente coronel y comandante del 11 Batallón de Fusileros de Northumberland[2] en 1915.
- Recibió la Estrella 1914-15, la British War Medal y la Allied Victory Medal.
- Fue Teniente coronel de las Fuerzas Expedicionarias Canadienses en Siberia[3] en 1918.

### Rusia
- En febrero de 1919 fue trasferido al ejército que defendía la causa del Movimiento Blanco, con el grado de coronel.
- Comandante de la 1.ª División de Asalto de Siberia.
- En noviembre de 1919 es ascendido a Mayor General y nombrado Alto Representante del Gobierno Provisional Autónomo de Siberia ante el Cuerpo Expedicionario Aliado en Vladivostok.
- Fue herido y capturado por el Ejército Rojo y enviado a Estados Unidos por sus heridas.

## Actividad posterior
En 1925 estableció un banco en la ciudad de Nueva York, que vendió antes de la crisis de 1929. En 1934 obtuvo la ciudadanía estadounidense, trasladándose al estado de Florida. En agosto de 1935, el entonces gobernador de Florida David Sholtz lo designó Mayor General y Jefe de Estado Mayor de la milicia estatal. Falleció en Coral Gables el 18 de agosto de 1964.

## Otras fuentes
- Real Biblioteca de Suecia:  "Thord Ivar Hallströms handlingar", alrededor de 1000 cartas y documentos relativos a Ivor Thord-Gray depositados en los Archivos Nacionales suecos.